# Digilektus
A digilektus a (tágabb értelemben vett) számítógép közvetítette kommunikáció (CMC, computer-mediated communication) nyelvhasználati módjának, egy új nyelvváltozatnak a megnevezése. Az elnevezést Veszelszki Ágnes vezette be a nyelvtudományba 2010-ben.

## A számítógép közvetítette kommunikáció megnevezései
Az internetnyelvészet egyik első monográfusa, David Crystal a digitális kommunikáció nyelvváltozatára a netspeak terminust alkalmazza (a digitális nyelvváltozat megnevezésére a későbbiekben a következőket sorolja fel: textese, slanguage, new hi-tech lingo, hybrid shorthand), és kétnyelvűnek, bilingvisnek tartja az e nyelvváltozatot is beszélőket. Mindezzel szemben áll az a vélemény, amely szerint az internetes szövegtípusok olyannyira heterogének, annyiféle szövegfajta jellemzőit egyesítik magukban, hogy lehetetlenség a netspeakhez hasonló általánosításokat tenni. Ám éppen a heterogenitás és a különféle mintákat magába olvasztó jelleg a digitális kommunikáció sajátsága. A heterogenitást emelik ki más szerzők is, a következő megnevezések is ezt tükrözik: az ún. írott interaktív regiszter egyik legfontosabb jellemzőjének azt tartják, hogy a dialogikus elemek erősödnek e nyelvváltozatban. A médiumváltás nyelvi változást hoz magával, ezzel egy új, digitális nyelvi regiszter létrejötte jár együtt: ez a virtuális vagy digitális textualitás.
A magyar szakirodalom alapján meg kell említeni a másodlagos szóbeliség fogalmát (Balázs Géza), a szimbolikus írásbeliséget (Bódi Zoltán), az új beszéltnyelviséget (Bódi Zoltán) és a virtuális írásbeliséget (Érsok Nikoletta) az új nyelvi létmód megnevezésére. E sorba illeszkedik a digilektus terminus is (Veszelszki Ágnes).

## Nyelvtudományi státusza
A nyelvváltozatok rendszerébe való besorolása nem egyértelmű: különböző szempontok figyelembe vételével lehet szociolektus, mediolektus vagy stílusréteg. 
A szociolektus egy társadalmi csoporthoz kapcsolható nyelvváltozat. Abból a szempontból a digilektus lehet szociolektus, ha feltételezünk egy sajátos társadalmi csoportot, a számítógépezőkét, ám félő, ebben az esetben túl tág lesz ez a csoport. 
A nyelvváltozat azonban sokkal inkább a kommunikáció közvetítő közegéhez, a médiumhoz kapcsolódik, megjelenését az eszköz determinálja: a legtöbb nyelvhasználó akkor használja a digilektusra jellemző alakokat, ha számítógépen ír. E gondolatmenet alapján a digilektus egyfajta mediolektus, azaz médium szerinti nyelvváltozat (Heinrich Löffler).
Szathmári István stílusréteg-definíciója alapján – „a nyelv részrendszere”; „a társadalmi-kulturális körülmények hatására történetileg kialakult és funkcionálisan különböző közlésmódok” – a stílusrétegek közé is illeszthető a digitális nyelvváltozat. 
A nyelvváltozat új mivolta, illetve a folyamatos átalakulása, kialakulatlansága miatt egyelőre nem helyezzük el rendszerben, mindössze elfogadjuk megjelenését, és dokumentáljuk hatásait.
A digitális nyelvhasználat, a digilektus volt a témája a 2014. májusi középszintű magyar nyelv és irodalom írásbeli érettségi vizsga szövegértési feladatsorának. 

## Műfajai
- e-mail
- fórum (-poszt és -komment)
- blog
- vlog
- tweet
- cset (chat) és IM (instant messaging)
- poszt a közösségi oldalakon, komment
- sms

## Jellemzői
- Formai sajátosságok

A digitális nyelvhasználat formai-írástechnikai jellegzetességei között rendszerint a következőket tartják számon: rövidítések, helyesírási változások és változatok, csupa kisbetűs írás, ékezetek és írásjelek elhagyása, illetve az emotikonhasználat. 
- Lexikai jellegzetességek

A digilektus szókincsével kapcsolatban a következő öt sajátosságot emelik ki: 
1. idegen (angol) nyelvi hatás;
2. neologizmusok: új szóalkotások és új kollokációk;
3. informatikai szókincs;
4. „töltelékszavak”, diskurzusjelölők;
5. szleng és tabutörés; csoportnyelvi elemek.
- Grammatikai jellemzők

A digilektus grammatikai jellemzői között ezeket szokás vizsgálni: redukált formák (például: rövidítések), beszélt nyelvi partikulák, indulatszók, beszélt nyelvi jellemzők (redukció, ellipszis, megakadásjelenségek), a mellérendelő összetett mondatok túlsúlya az alárendelőkkel szemben, gyors reakció a nyelvi változásra.
- Nyelvhasználati (pragmatikai) tulajdonságok

A digilektus gyorsan reagál a nyelvi divatokra. 
Kiemelten fontos a viszonylag spontánnak tekinthető digitális szövegekben – a nyelvi rituálék (köszönés, elbúcsúzás, köszönetmondás) szerepe. 
Általánosító, minden egyes szövegformára egyaránt helytálló kijelentéseket nem lehet tenni az internetes tegezéssel-magázással kapcsolatban. A magánjellegű műfajok igazodnak a kommunikációs partnereknek az offline világbeli szokásaihoz. A nyilvános cseten, a fórumokban szinte általánosnak tekinthető a tegeződés, akár a való életben ismeretlenek között is. A tegeződést az anonimitás, a névtelenség és arctalanság is elősegíti.